# Gianni Di Benedetto
Gianni Di Benedetto, all'anagrafe Giovanni Angelo Di Benedetto (Roma, 3 novembre 1921 – Roma, 20 luglio 2014), è stato un attore italiano. Noto anche come Gianni De Benedetto, negli anni sessanta ha usato anche gli pseudonimi John Heston e John Hawkwood.

## Filmografia

### Cinema
- Cavallina storna, regia di Giulio Morelli (1953)
- Ulisse, regia di Mario Camerini (1954)
- La romana, regia di Luigi Zampa (1954)
- L'arte di arrangiarsi, regia di Luigi Zampa (1954)
- Le notti dei teddy boys, regia di Leopoldo Savona (1959)
- I delfini, regia di Francesco Maselli (1960)
- Il sangue e la rosa (Et mourir de plaisir), regia di Roger Vadim (1960)
- Romolo e Remo, regia di Sergio Corbucci (1961)
- Barabba (Barabbas), regia di Richard Fleischer (1961)
- La ragazza che sapeva troppo, regia di Mario Bava (1963)
- Il processo di Verona, regia di Carlo Lizzani (1963)
- La Pantera Rosa (The Pink Panther), regia di Blake Edwards (1963)
- Ercole sfida Sansone, regia di Pietro Francisci (1963)
- La vendetta della signora (The Visit), regia di Bernhard Wicki (1964)
- Il trionfo dei dieci gladiatori, regia di Nick Nostro (1964)
- Gli invincibili dieci gladiatori, regia di Nick Nostro (1964)
- Sette uomini d'oro, regia di Marco Vicario (1965)
- A 077 - Sfida ai killers, regia di Antonio Margheriti (1966)
- Tecnica di un omicidio, regia di Francesco Prosperi (1966)
- Furia a Marrakech, regia di Mino Loy e Luciano Martino (1966)
- La Bibbia (The Bible: In the Beginning...), regia di John Huston (1966)
- Il grande colpo dei 7 uomini d'oro, regia di Marco Vicario (1966)
- Killer calibro 32, regia di Alfonso Brescia (1967)
- Odio per odio, regia di Domenico Paolella e Italo Zingarelli (1967)
- L'avventuriero, regia di Terence Young (1967)
- Preparati la bara!, regia di Ferdinando Baldi (1968)
- Nude... si muore, regia di Antonio Margheriti (1968)
- Ragan, regia di José Briz Méndez e Luciano Sacripanti (1968)
- Per 100.000 dollari t'ammazzo, regia di Giovanni Fago (1968)
- Tenderly, regia di Franco Brusati (1968)
- Roma come Chicago, regia di Alberto De Martino (1968)
- Barbagia (La società del malessere), regia di Carlo Lizzani (1969)
- Così dolce... così perversa, regia di Umberto Lenzi (1969)
- L'amore breve, regia di Romano Scavolini (1969)
- L'uccello dalle piume di cristallo, regia di Dario Argento (1970)
- Sledge (A Man Called Sledge), regia di Vic Morrow (1970)
- Il gatto a nove code, regia di Dario Argento (1971)
- La verginella, regia di Mario Sequi (1975)
- Extra, regia di Daniele D'Anza (1976)
- La svastica nel ventre, regia di Mario Caiano (1977)
- I gabbiani volano basso, regia di Giorgio Cristallini (1977)
- Dolce calda Lisa, regia di Adriano Cesari (1980)
- Mi manca Marcella, regia di Renata Amato (1992)
- Gallo cedrone, regia di Carlo Verdone (1998)

### Televisione
- Le sorelle Omicidi, regia di Claudio Fino – film TV (1958)[1]
- Ottocento, regia di Anton Giulio Majano – miniserie TV (1959)
- Make Room for Daddy – serie TV, episodio 10x21 (1963)
- La cittadella, regia di Anton Giulio Majano – miniserie TV (1964)
- Come le foglie di Giuseppe Giacosa, regia di Edmo Fenoglio, trasmesso nel programma nazionale il 26 marzo 1965.
- Vita di Dante, regia di Vittorio Cottafavi – miniserie TV (1965)
- Vertu, regia di Alessandro Brissoni – film TV (1966)[2]
- Vita di Cavour, regia di Piero Schivazappa – miniserie TV (1967)
- Sheridan, squadra omicidi, regia di Leonardo Cortese – miniserie TV (1967)